# Cucina bavarese

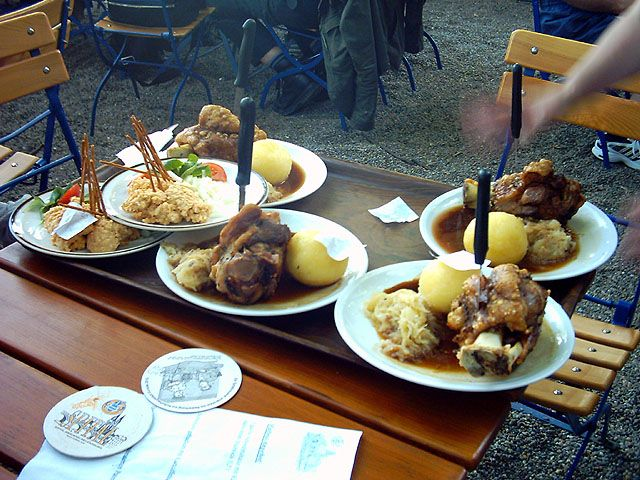
Stinco di maiale e obatzda

La cucina bavarese è la cucina tipica della Baviera che trova le sue origini nella tradizione contadina. I piatti più caratteristici sono quelli a base di carne, canederli e anche dolci.
Già i duchi della Baviera, soprattutto i Wittelsbach, hanno perfezionato e raffinato la cucina bavarese, per renderla adatta anche agli ambienti nobiliari. Questa cucina è arrivata sulle tavole di tutte le famiglie nel XIX secolo, soprattutto nelle città. La cucina bavarese non è strettamente collegata a quella della Boemia e dell’Austria (compresa quella tirolese e di Salisburgo) solo per i legami familiari tra le casate Wittelsbach e Asburgo. Già molto tempo prima, infatti, l’Altbayern (Vecchia Baviera) aveva affinità con l’Austria in ambito linguistico, culturale, politico e anche culinario.
Anche la cucina della Franconia e della Svevia hanno influenzato quella bavarese. Tipico della Baviera è il Brotzeit, una merenda sostanziosa originariamente consumata tra colazione e pranzo, oggi più comunemente tra pranzo e cena. 

## Piatti tradizionali

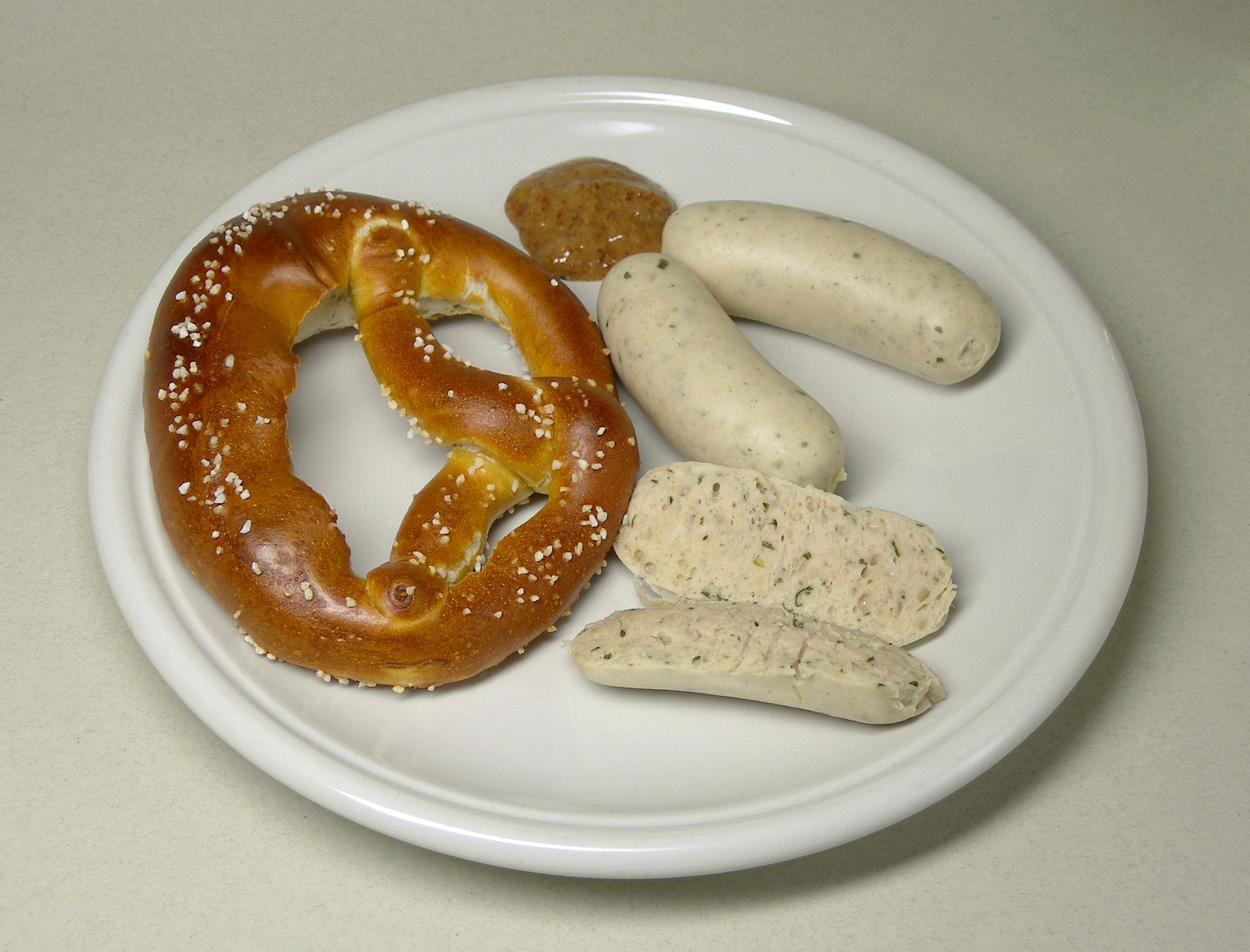
Weißwürste (salsicce bianche) con brezel e senape dolce

Verso la fine del XVIII secolo diventano sempre più importanti le cucine delle diverse regioni della Germania, (nonostante le città rimangano al centro dell’attenzione). Nei ricettari definiti “bavaresi” del XIX secolo si possono trovare sia piatti rustici secondo la tradizione casalinga sia piatti della cucina francese. I più importanti sono i dolci e i canederli. Per la popolazione semplice e la borghesia la carne era il lusso della domenica. 
I ricettari del XIX secolo contengono molte ricette di zuppe con canederli. I piatti di carne sono soprattutto a base di vitello e manzo. Quest’ultimo era una pietanza quotidiana. Per quanto riguarda la carne suina, molto importante era quella del maialino da latte. L’utilizzo delle frattaglie e di tutte le parti dell’animale, soprattutto del vitello, è tipico della cucina bavarese. Nella cucina povera venivano utilizzati principalmente le mammelle, la trippa, le testine e i piedini di vitello, che oggi sono invece considerati prelibatezze. Anche l’abbondanza di gelatina, dolce e non, è una caratteristica della cucina bavarese.
I canederli e particolari tipi di pasta venivano consumati tradizionalmente durante la quaresima. Verso la fine del XIX secolo, il piatto tipico della cucina regionale bavarese è diventato lo stinco di maiale con canederli. Solo nel 1857 è stato “scoperto” il Weißwurst di Monaco (la salsiccia bianca). Nei ricettari non si trovano molti piatti con diversi tipi di verdure. Anche gli Eintöpfe, piatti unici con patate, verdure e carne, non sono così importanti. Nel 1800, le verdure consumate dalla maggior parte dei Bavaresi erano specialmente crauti e bietole. Piatti come il ragù, la fricassea e il brasato (Boeuf à la Mode) sono stati influenzati dalla cucina francese. All’inizio il brasato era un piatto solo per la nobiltà, che poi è diventato un piatto tipico del pranzo borghese. 
Come riportato in un documento del 1860: “Caratteristici della dieta contadina bavarese sono per lo più piatti a base di farina, latte e strutto con verdure. La carne veniva consumata esclusivamente durante le cinque festività principali: Natale, Carnevale, Pasqua, Pentecoste e la festa patronale (…)”.

## Cucina di Monaco

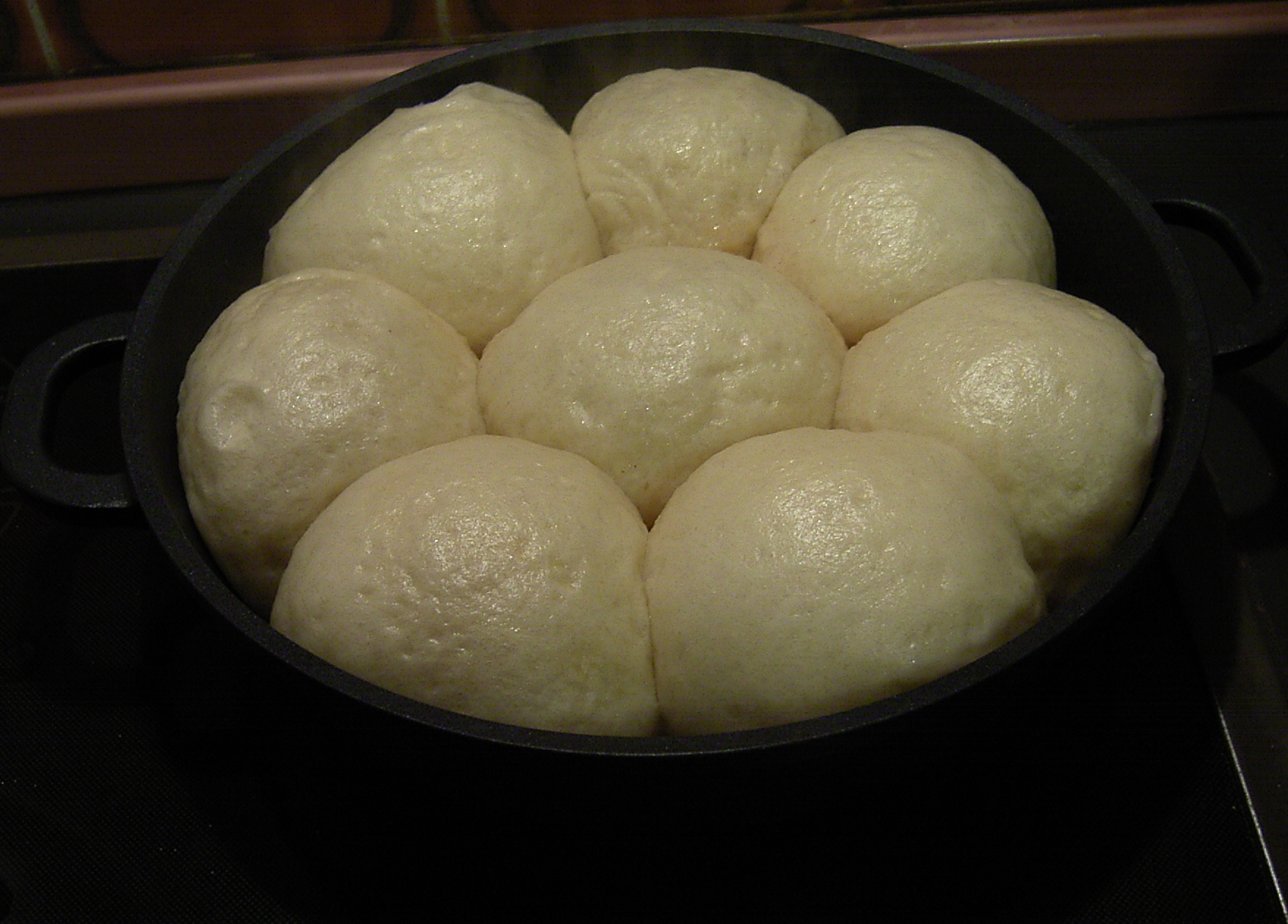
Dampfnudeln (letteralmente “pasta al vapore”)

La cucina di Monaco è un po’ diversa da quella della Baviera, soprattutto per la grande presenza di carne nei suoi piatti. La maggior parte della popolazione nella capitale poteva concedersi del manzo ogni giorno, mentre nei giorni festivi si preferiva l’arrosto di vitello. Nel 1840/41 a Monaco, che allora contava 83.000 abitanti, sono stati macellati in totale 76.979 vitelli, cioè circa uno a persona. Invece sono stati macellati circa 20.000 bovini. I bratwurst di vitello erano infatti i preferiti del popolo. Nel XIX secolo, anche le patate cominciarono a essere presenti nella cucina bavarese.

## Alcuni piatti

### Zuppe

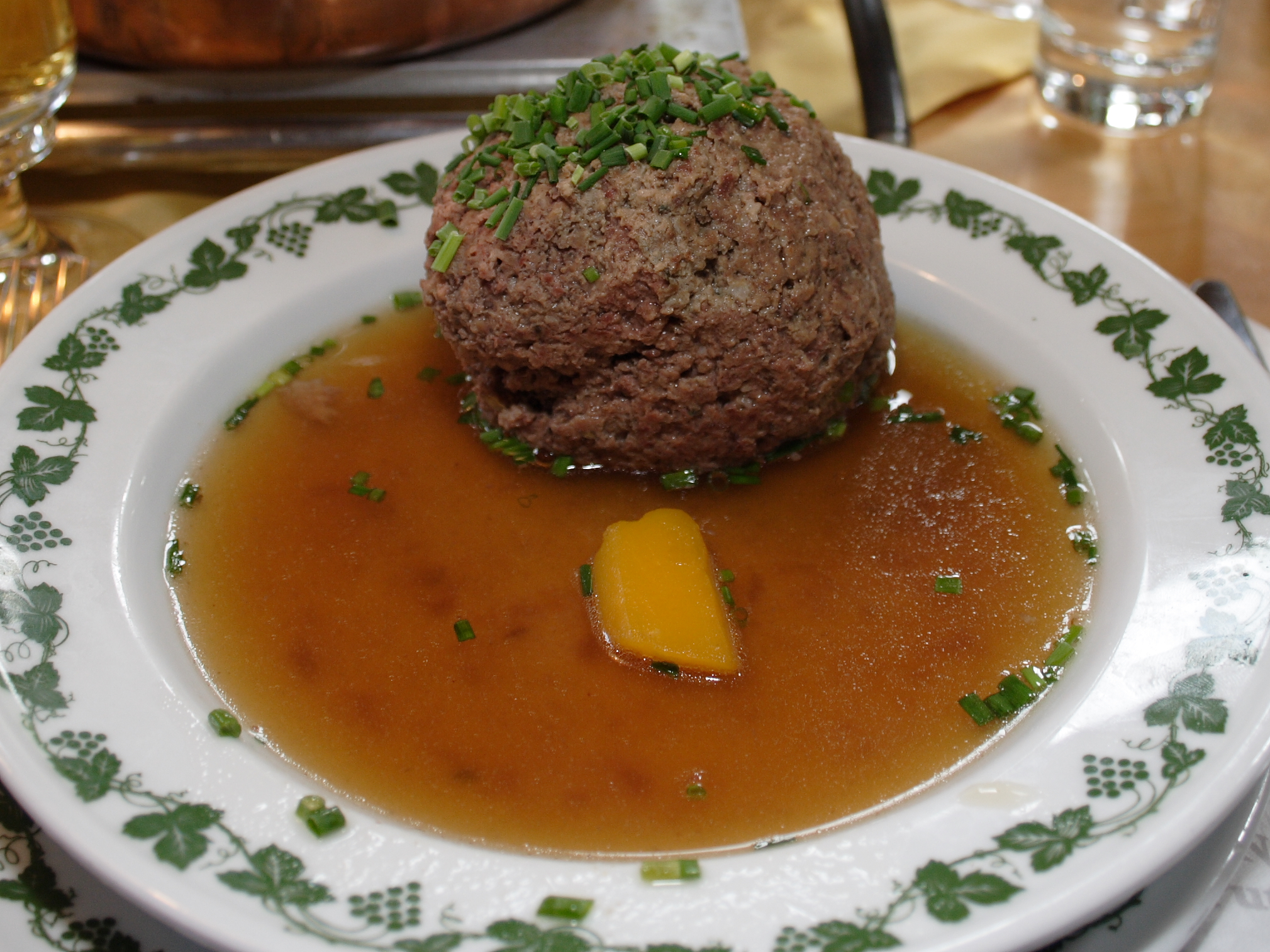
Leberknödelsuppe (zuppa con canederli di fegato)

- Brotsuppe
- Grießnockerlsuppe
- Hochzeitssuppe
- Leberknödelsuppe
- Leberspatzensuppe
- Pfannkuchensuppe
- Pichelsteiner
- Ritschert
- Sauerne Suppn
- Schwammerlsuppe con Semmelknödel
- Speckknödelsuppe

### Portate principali

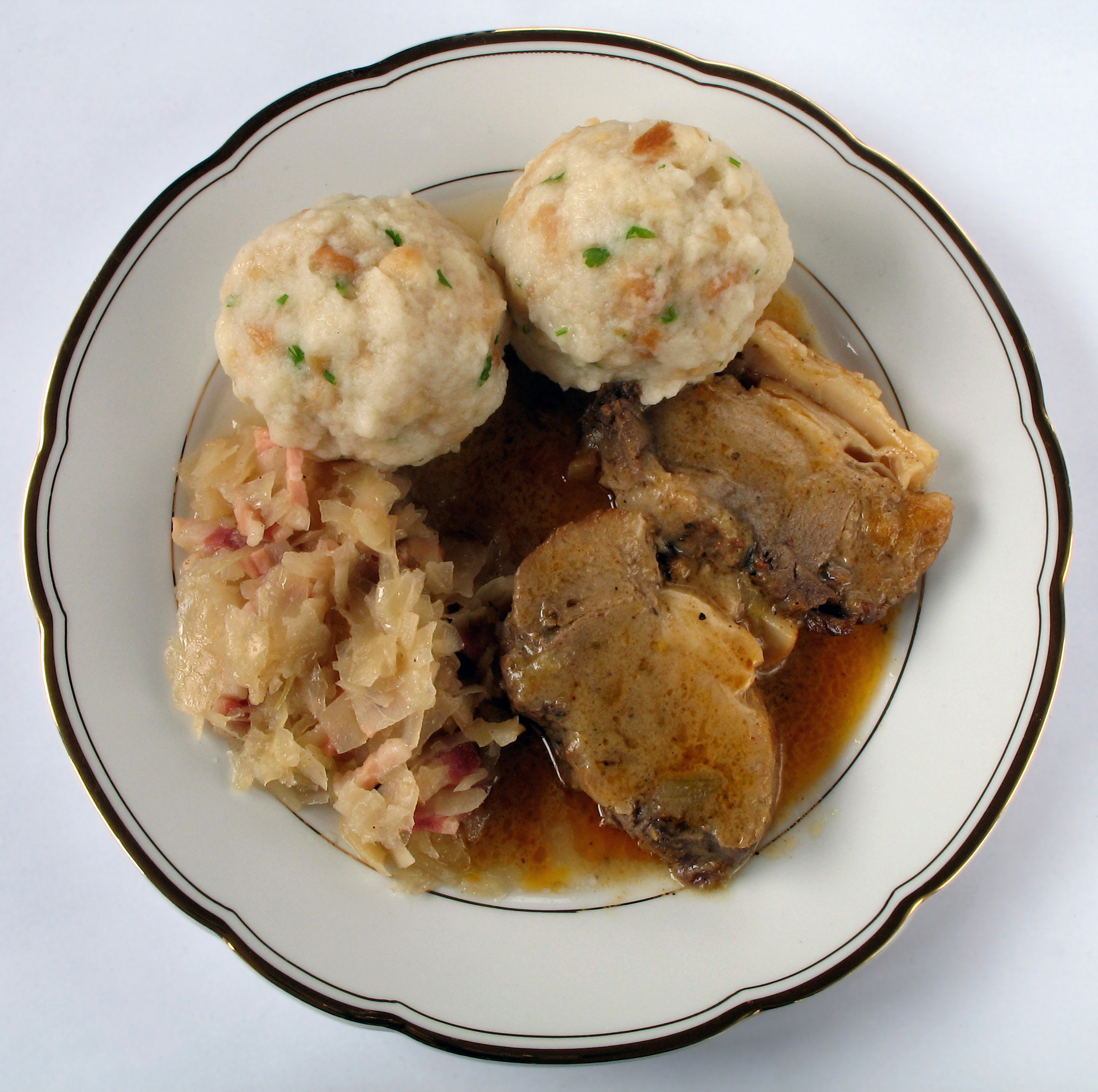
Arrosto di maiale con Semmelknödel e crauti

- Arrosto di maiale
- Böfflamott („Boeuf à la mode“)
- Bröselschmarrn
- Erdäpfelmaultaschen
- Fleischpflanzerl
- Kalbsvögerl
- Kartoffelschmarrn
- Kasnocken
- Krautwickerl
- Kesselfleisch
- Kronfleisch
- Maialino da latte
- Millirahmstrudel
- Münchner Zwiebelfleisch
- Reiberdatschi
- Sauerbraten
- Saures Lüngerl
- Schlachtschüssel
- Schmalznudeln
- Steckerlfisch
- Stinco di maiale
- Surbraten/Surhaxe
- Tellerfleisch

### Contorni
- Asparagi
- Blaukraut
- Crauti

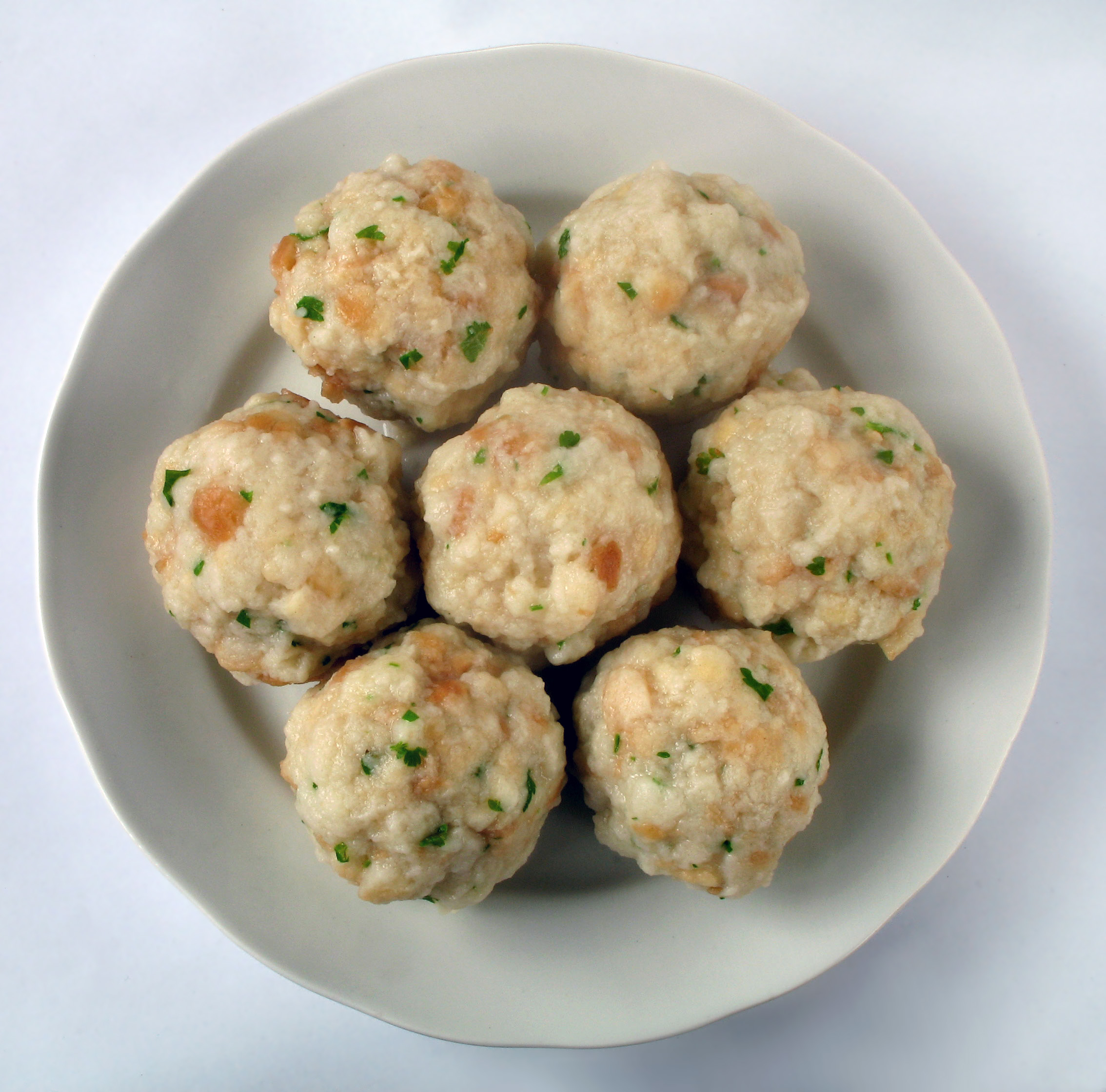
Semmelknödel

- Gwixte come contorno per il Geselchtes
- Hopfenspargel
- Reiberknödel
- Schuxen
- Semmelknödel
- Spätzle

### Brotzeit

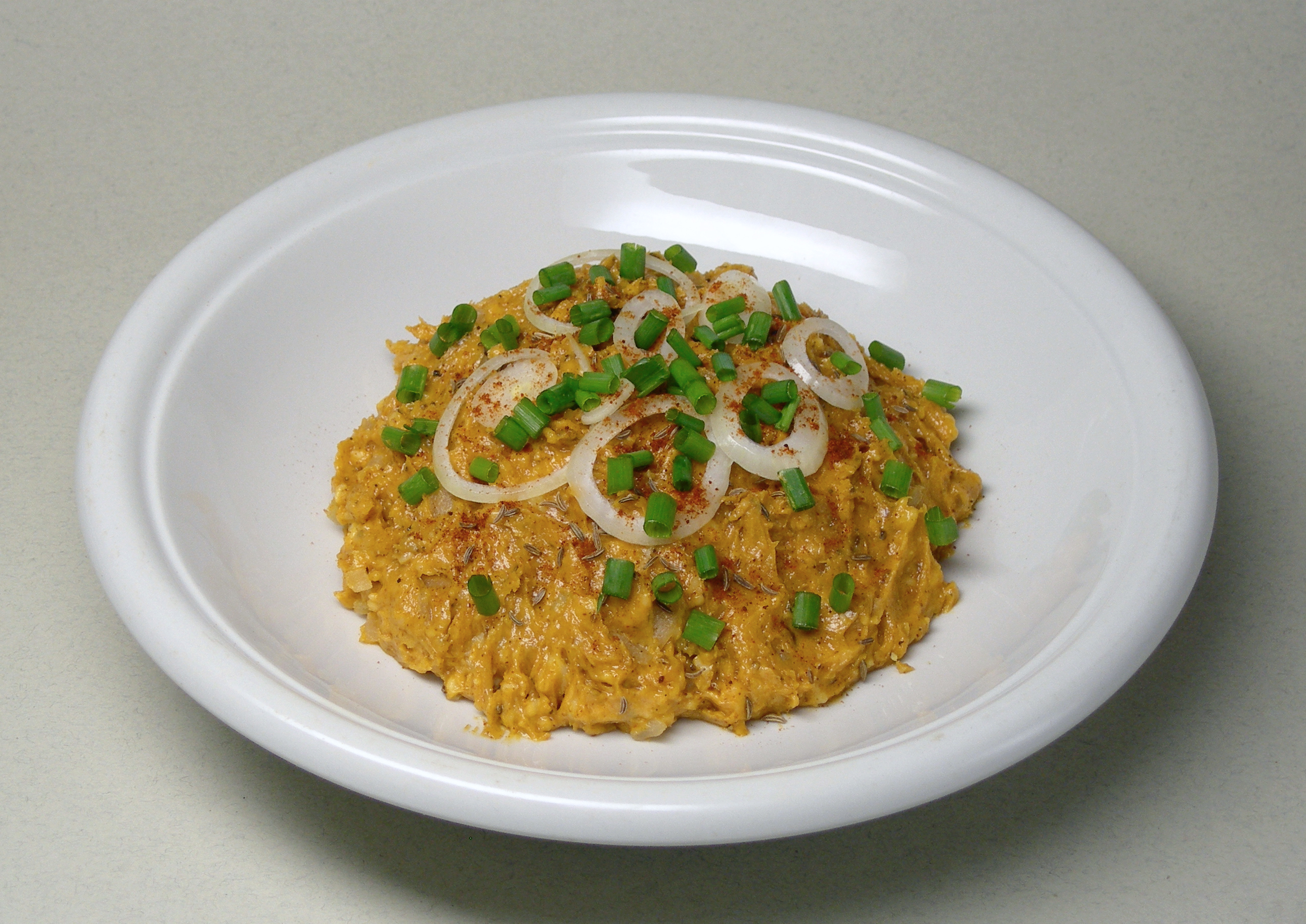
Obatzda

- Bayerischer Blauschimmelkäse
- Brezel
- Griebenschmalz
- Kartoffelkäse
- Kren
- Obazda
- Radi
- Radieserl
- Süßer Senf
- Weißlacker

### Dolci

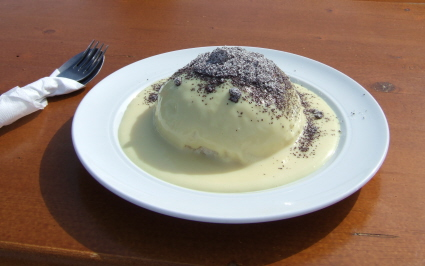
Germknödel con salsa alla vaniglia

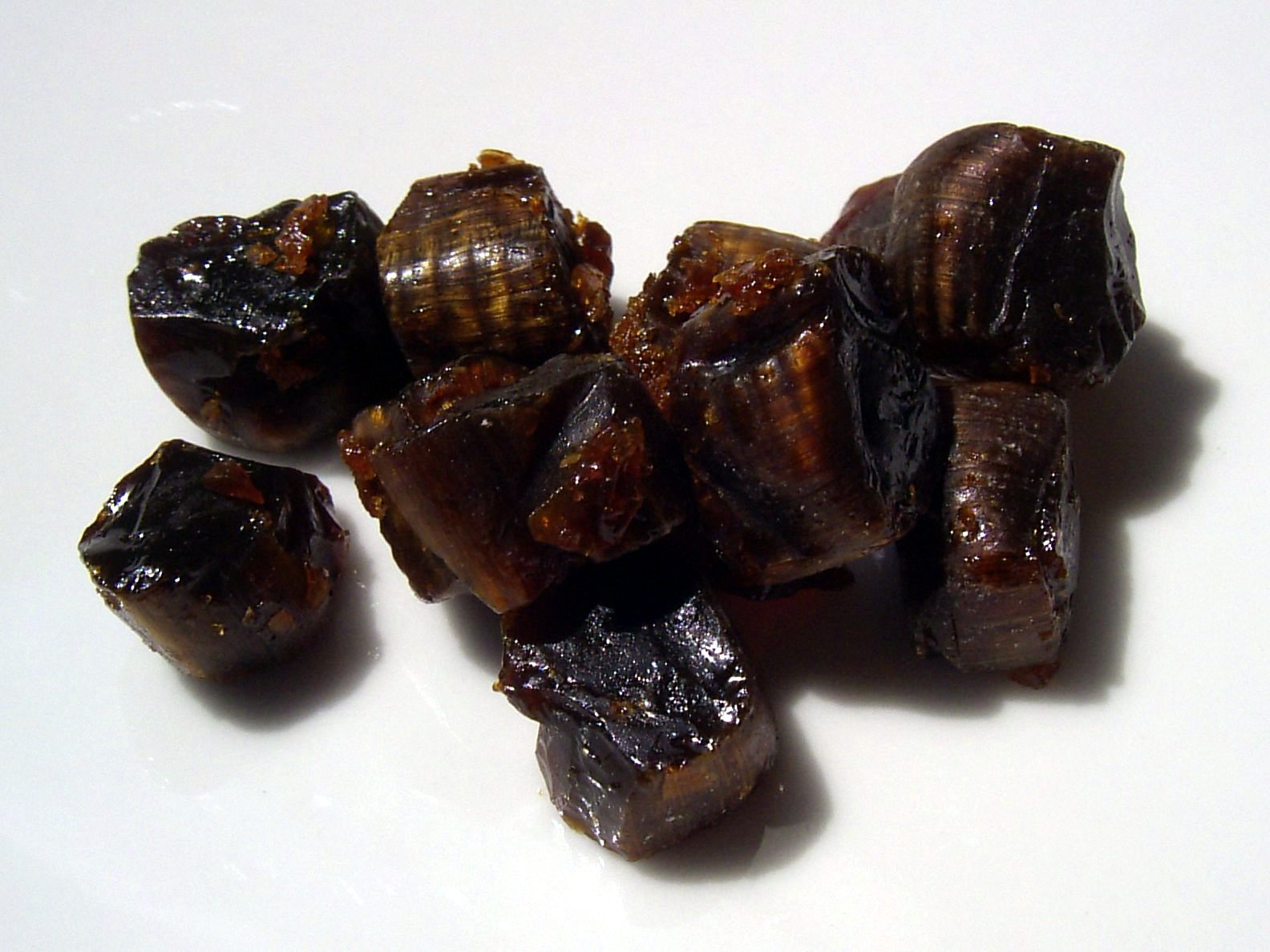
Bayrisch Blockmalz

- Allerseelenzopf
- Almnussen
- Apfelkücherl
- Auszogne
- Bavesen
- Apfelstrudel
- Bratapfel
- Bienenstich
- Dampfnudel
- Germknödel
- Gugelhupf
- Hollerkücherl
- Kissinger
- Krapfen
- Prinzregententorte
- Rohrnudeln
- Scheiterhaufen
- Schupfnudeln dolci
- Zwetschgendatschi

- Bayrisch Blockmalz
- Magenbrot
- Mandorle tostate

### Salsicce e piatti a base di carne

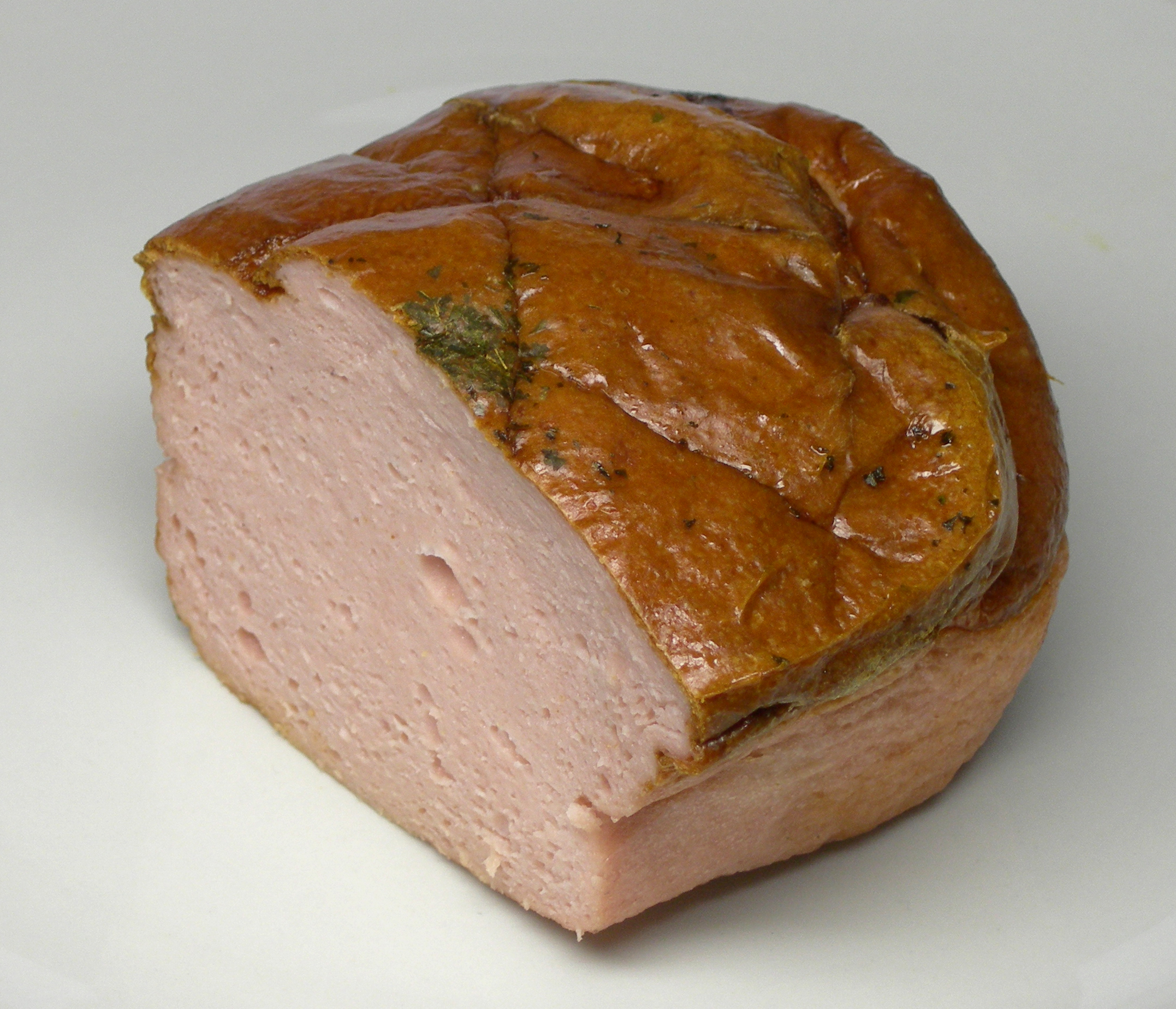
Leberkäse

- Bauernseufzer
- Bierwurst
- Blutwurst
- Gelbwurst
- Geselchtes
- Leberkäs
- Milzwurst
- Presssack
- Regensburger
- Schwarzgeräuchertes
- Stockwurst
- Sulz
- Weißwurst
- Wienerl
- Wollwurst

### Insalate

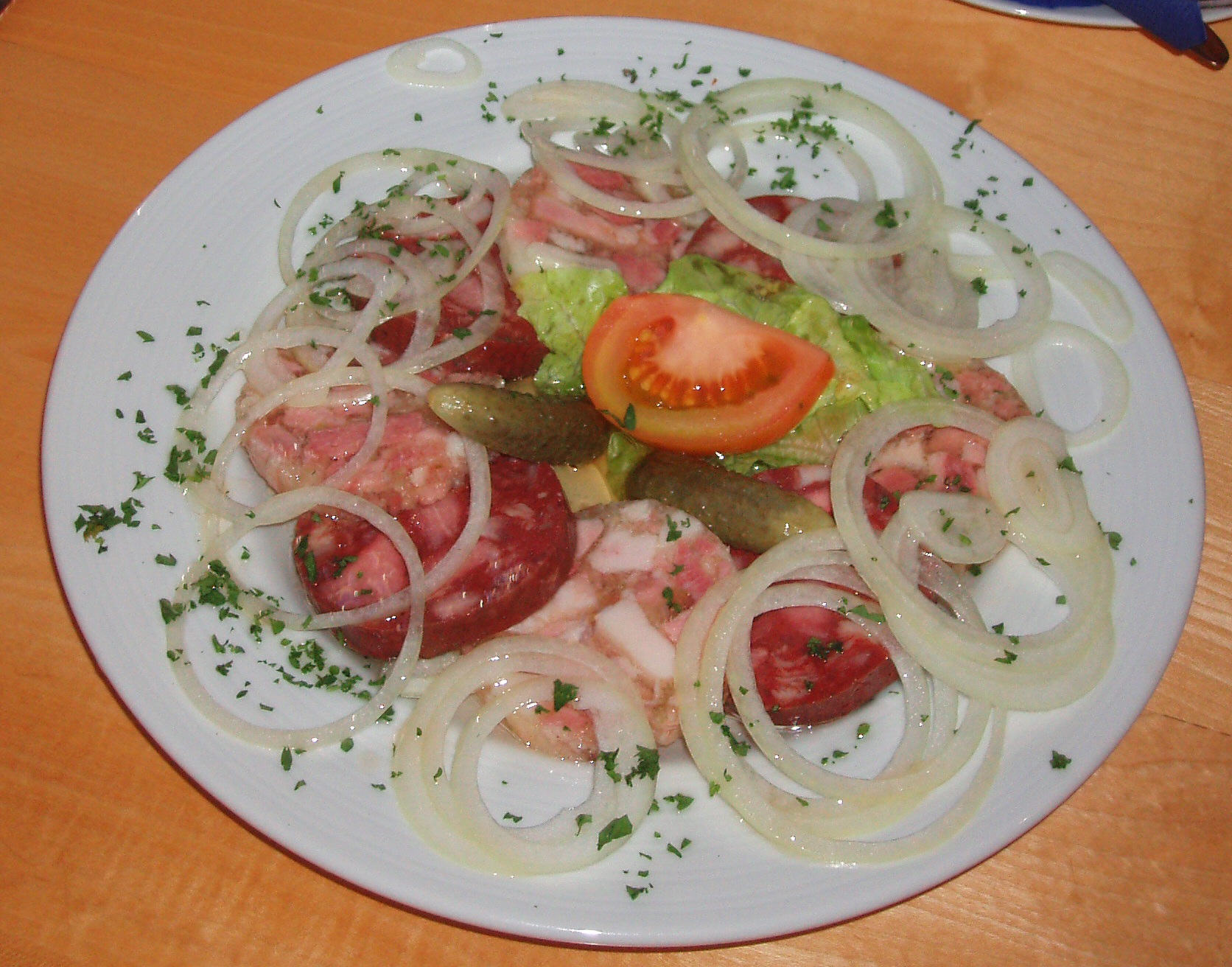
Saurer Presssack

- Bayerischer Wurstsalat
- Erdäpfel/Gurkensalat
- Krautsalat
- Insalata di patate bavarese
- Ochsenmaulsalat
- Saure Knödel
- Saurer Käs
- Saurer Presssack

### Specialità regionali

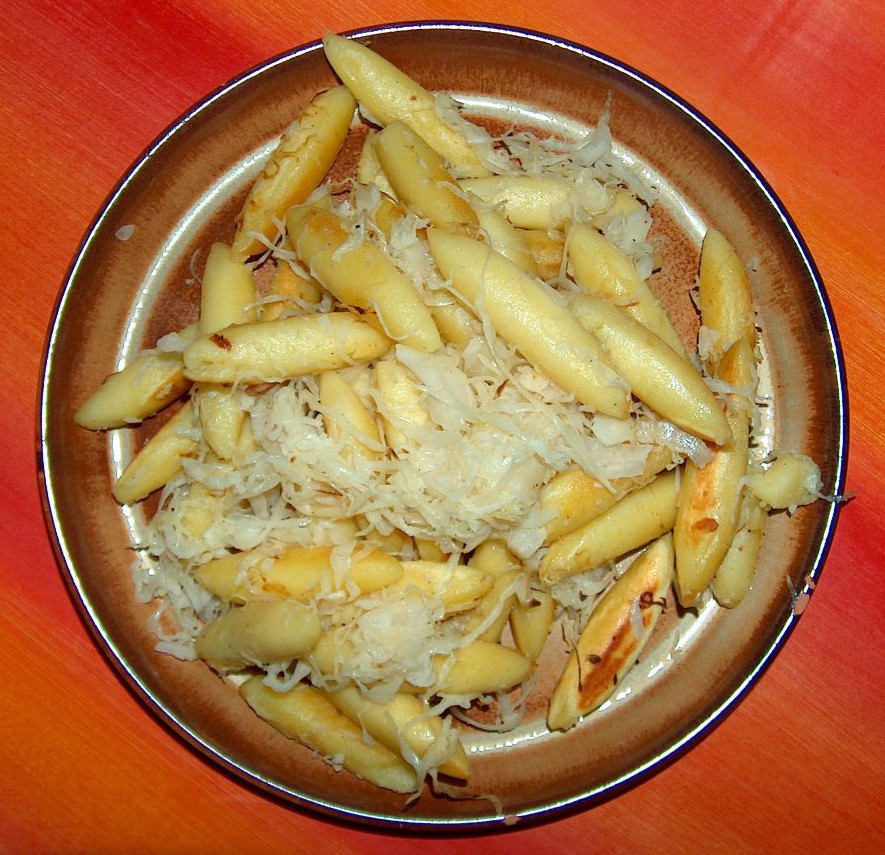
Schupfnudeln con crauti

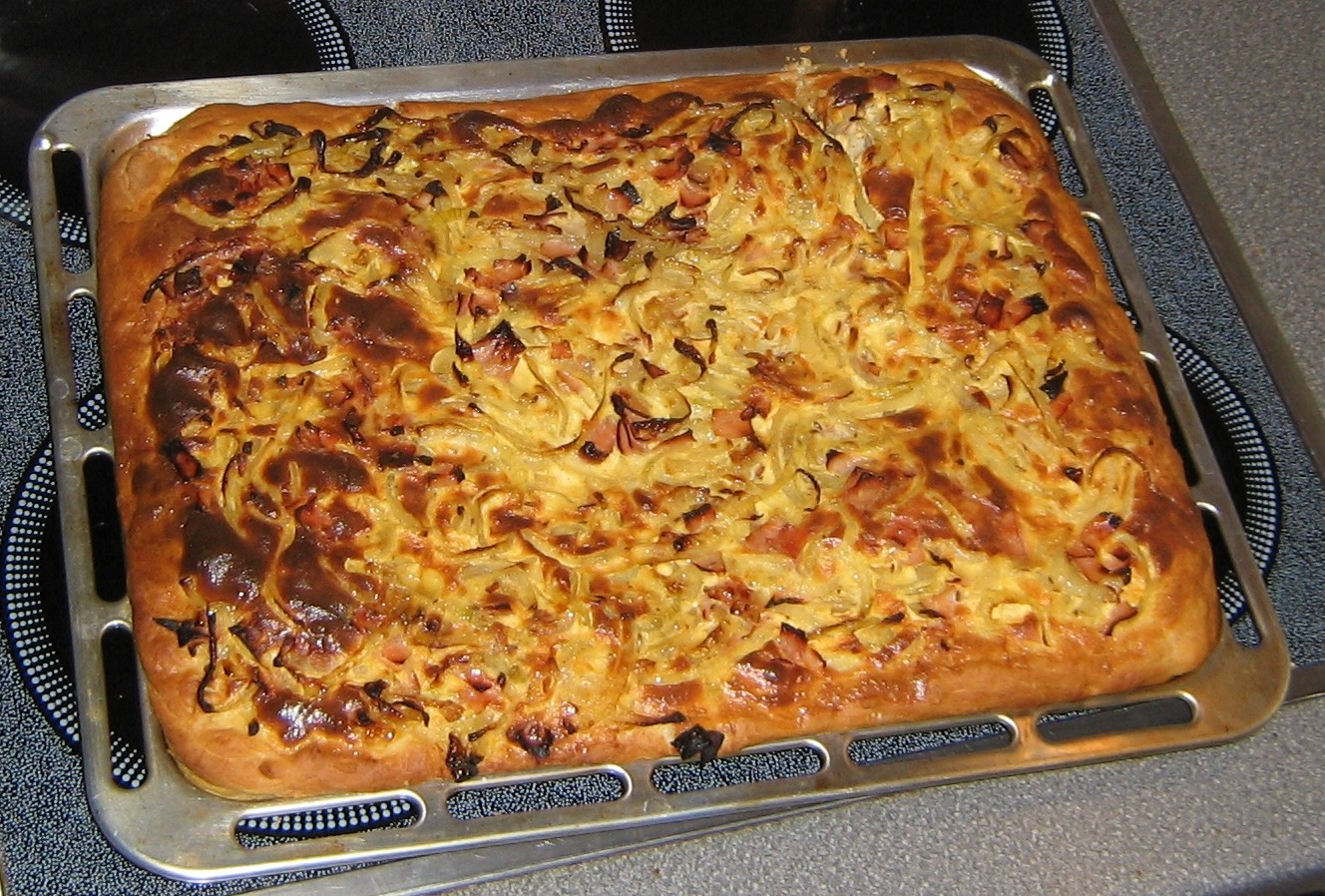
Fränkischer Zwiebelkuchen

- Allgäuer Bergkäse
- Allgäuer Zwiebelrostbraten
- Kässpätzle
- Schupfnudeln

- Bauchstecherla
- Fränkische Lauchsuppe
- Fränkisches Holzofenbrot
- Fränkische Mehlklöße
- Fränkischer Sauerbraten
- Fränkischer Zwiebelkuchen
- Früchtebrot
- Kissinger
- Knieküchle
- Kraut-Sputel
- Meefischli
- Nürnberger Busserl
- Nürnberger Lebkuchen
- Nürnberger Rostbratwurst
- Saure Zipfel
- Schäufele
- Schneeballen

### Bevande
- Bärwurzschnaps
- Blutwurzschnaps
- Enzianschnaps
- fränkischer Wein
- Helles
- Märzen
- Obstler
- Radler
- Russ
- Colaweizen
- Spezi
- Starkbier
- Weißbier